# Cayo Aquilio Galo
Cayo o Gayo Aquilio Galo  fue un político y jurista romano del siglo I a. C., perteneciente a la última generación de juristas de la primera etapa clásica del Derecho romano.
Discípulo de Quinto Mucio Escévola y maestro de Servio Sulpicio Rufo, contemporáneo y amigo de Cicerón, quien le atribuye la creación de una serie de recursos procesales, aunque tal paternidad no es siempre segura: parece cierta la de la actio de dolo, acción de gran importancia histórica y que ha llegado hasta el Derecho moderno; junto con la exceptio doli, fue uno de los más eficaces medios para moderar el rigorismo del primitivo Derecho civil romano; a él se debe también la stipulatio Aquiliana, que permitió la ampliación de la eficacia y los límites de la acceptilatio como procedimiento formal de extinción de las obligaciones; también, la fórmula para instituir herederos a los nietos póstumos.
Fue pretor en 66 a. C., pero renunció al consulado para dedicarse enteramente a su actividad de jurisconsulto, en la que adquirió gran notoriedad, según refiere Sexto Pomponio, y a la que consagró diversas obras, algunas de ellas escritas durante su retiro en la isla de Cercina. No es seguro que hubiese desempeñado las funciones de pretor peregrino. Sus obras eran ya solo conocidas en la época de Pomponio por las citas que de ellas hacía su discípulo Servio Sulpicio Rufo.